# Burg Berneck (Tirol)
Die Burg Berneck, auch Burg Bernegg genannt, ist eine mittelalterliche Höhenburg bei Kauns in Tirol.

## Lage und Funktion
Die Burg steht östlich des Dorfendes von Kauns auf 1.076 Meter Seehöhe. Gegen Süden ist sie direkt an eine Felswand gebaut, die 130 Meter tief in das Tal des Faggenbaches abfällt. Im Westen fällt ein Steilhang ins Kaunertal ab. Im Norden und Osten ist die Burg nur durch eine leicht erhöhte Position auf einem Hügel vom Umland abgegrenzt. Die Burg ist strategisch von geringer Bedeutung. Sehr wahrscheinlich wurde sie zur Sicherung des Verkehrsweges über den Piller erbaut. Auf der gegenüberliegenden Seite des Inntales liegt in Blickkontakt die Burg Laudegg.

## Besitzer
Als Besitzer werden die Herren von Berneck genannt. Blasius von Berneck starb 1396 kinderlos und das Lehen fiel an seinen Bruder Zacharias von Berneck, dessen Ehe mit Barbara von Laatsch ebenfalls kinderlos blieb. Die Burg fiel an Margareta, die Tochter des dritten Bruders Friedrich. Diese heiratete zuerst Viktor von Firmian und nach dessen Tod Sigmund von Anneberg, der die Burg im Jahr 1415 übernahm. Die Anneberger schlossen sich der Adelspartei gegen Herzog Friedrich an und verloren daraufhin vorübergehend die Burg, bekamen sie aber wieder zurück und verkauften sie 1435 an den Schweizer Hans Wilhelm von Mülinen.
In der Folge wechselten die Lehensinhaber recht häufig. Nach von Mülinen 1457 kaufte Hans Kripp die Burg und sein Sohn verkaufte sie an Hilprant Rasp zu Laufenbach. Dessen Tochter heiratete Albrecht Rindsmaul, der die Burg 1488 an Christian Tänzl verkaufte. 1499 tauschte der römisch-deutsche König Maximilian die Burg gegen Schloss Tratzberg. 1530 erwarben die Salzherren von Zott (auch Zoten von Berneck) die Burg von den Habsburgern und ab 1667 war sie im Besitz der Fieger. 1699 wurde sie von Franz Christoph von Rassler gekauft. 1728 gelangte sie in den Besitz der Freiherren von Pach, die Besitzer des benachbarten Schlosses Bidenegg bei Fließ. 1932 (bzw. 1934) verkauften die Brüder Harald und Vitus Pach die Burg jeweils zur Hälfte an Gottfried Knabl und Anton Kathrein. 1961 erstand Max Kathrein die andere Hälfte der Burg von Ida Knabl und veräußerte noch im selben Jahr die ganze Burg an Rolf Roland. 1976 kaufte der Innsbrucker Architekt Ekkehard Hörmann die Burg, der sie wiederherstellen ließ und in ihr sein Atelier hatte.

## Baugeschichte
Die Anfänge der Burg liegen im Dunkeln. Erst im Jahr 1225 wird die Burg erstmals erwähnt. Es wird vermutet, dass sie von den Herren von Berneck zu Beginn des 13. Jahrhunderts erbaut wurde. Die alte Burg wurde wahrscheinlich während der Auseinandersetzung der Anneberger mit Herzog Friedrich sehr schwer beschädigt. In der Folge wurde sie von Hans Wilhelm von Mülinen als spätgotische Wohnburg wieder aufgebaut. Nach dieser Erweiterung im 15. Jahrhundert stellte sie eine der schönsten und größten in der Umgebung dar. Auffallend ist die Verwendung von gelbem Tuffstein für Fenster- und Türfassungen, Fensterkreuze, Eckquader und Kragsteine. Bemerkenswert ist auch die Burgkapelle, die dem heiligen Bartholomäus geweiht ist und bedeutende spätgotische Fresken enthält. Der Altar der Kapelle ist direkt aus dem Felsen gehauen. Im Kapellenhof befindet sich eine Freikanzel.
Die Pachs nahmen 1775 einen Kredit über 1500 Gulden für eine Renovierung auf, 1819 wurde die Anlage als Sommerresidenz wieder instand gesetzt. Ab 1870 verfiel Berneck aber immer mehr, und im 20. Jahrhundert schritt der Verfall rasch voran. Aufgrund des Verfalls wurde 1940 die älteste gotische Stube Nordtirols, die Hans Wilhelm von Mülinen 1437 einrichten ließ, abgebaut und ins Tiroler Volkskunstmuseum verbracht. Seit ihrer Renovierung 2007 ist sie wieder zu besichtigen.
Erst der Erwerb der Burg durch Ekkehard Hörmann und die darauf folgende Renovierung von 1977 bis 1983 rettete Berneck vor dem endgültigen Verfall. Die Renovierung der Burgkapelle mit Mitteln der Münchener Messerschmitt Stiftung war 1987 beendet.

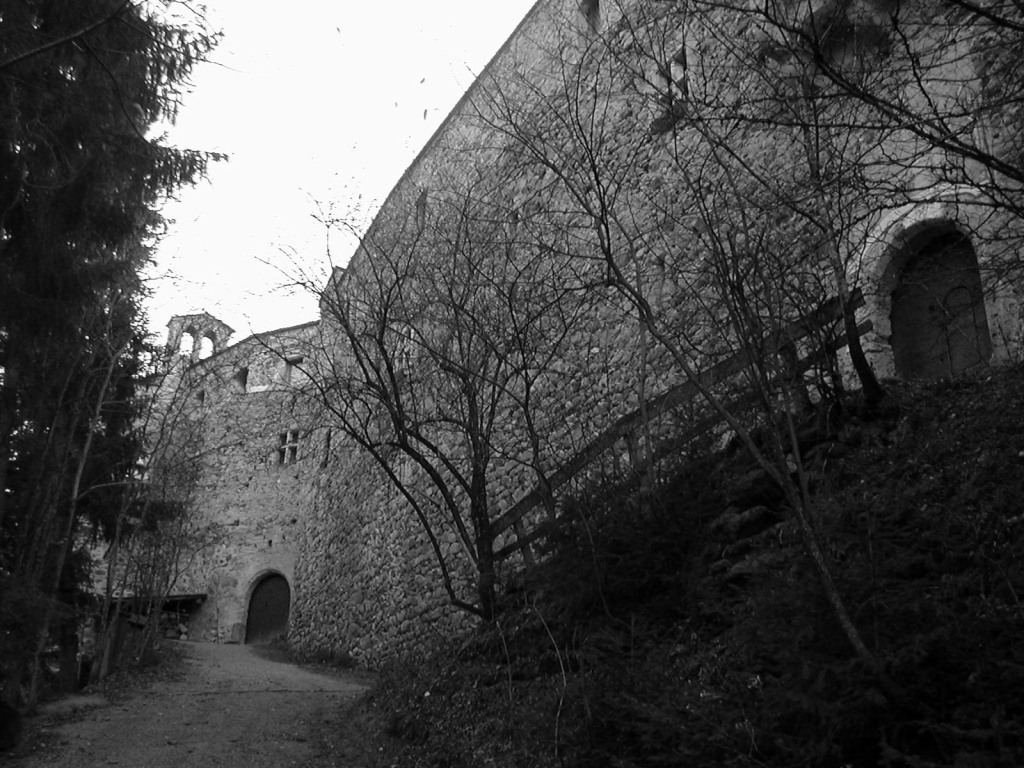
Burg Berneck (Tirol), Nordseite mit Eingängen und Schildmauer
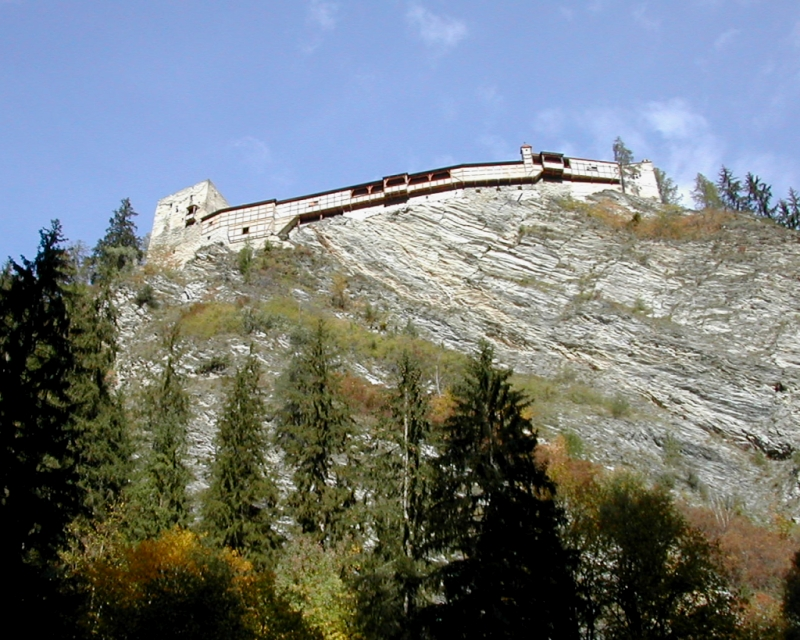
Burg Berneck (Tirol), Sicht von der Kaunertalstraße
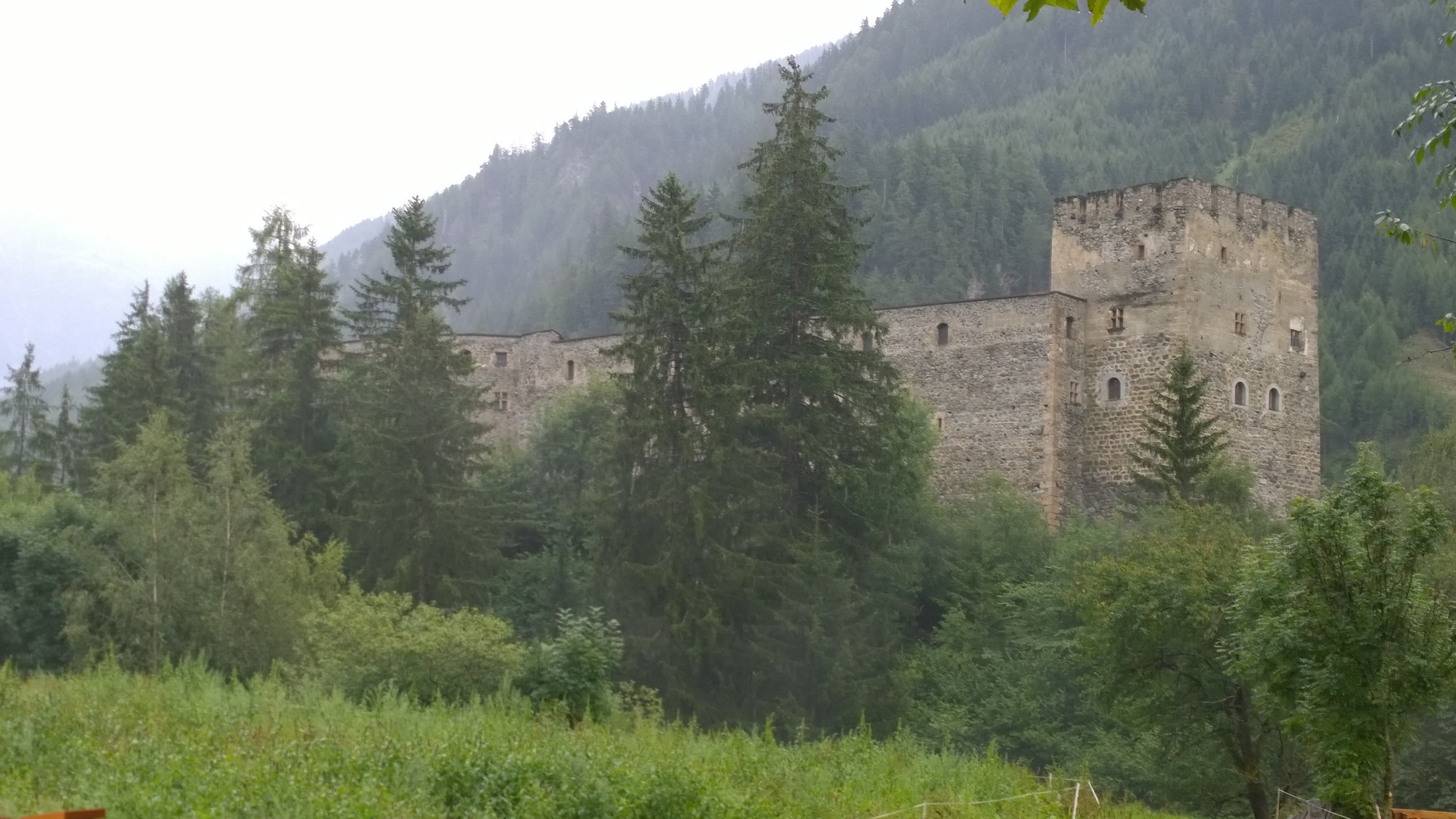
Die Burg vom nordwestlichen Zufahrtsweg
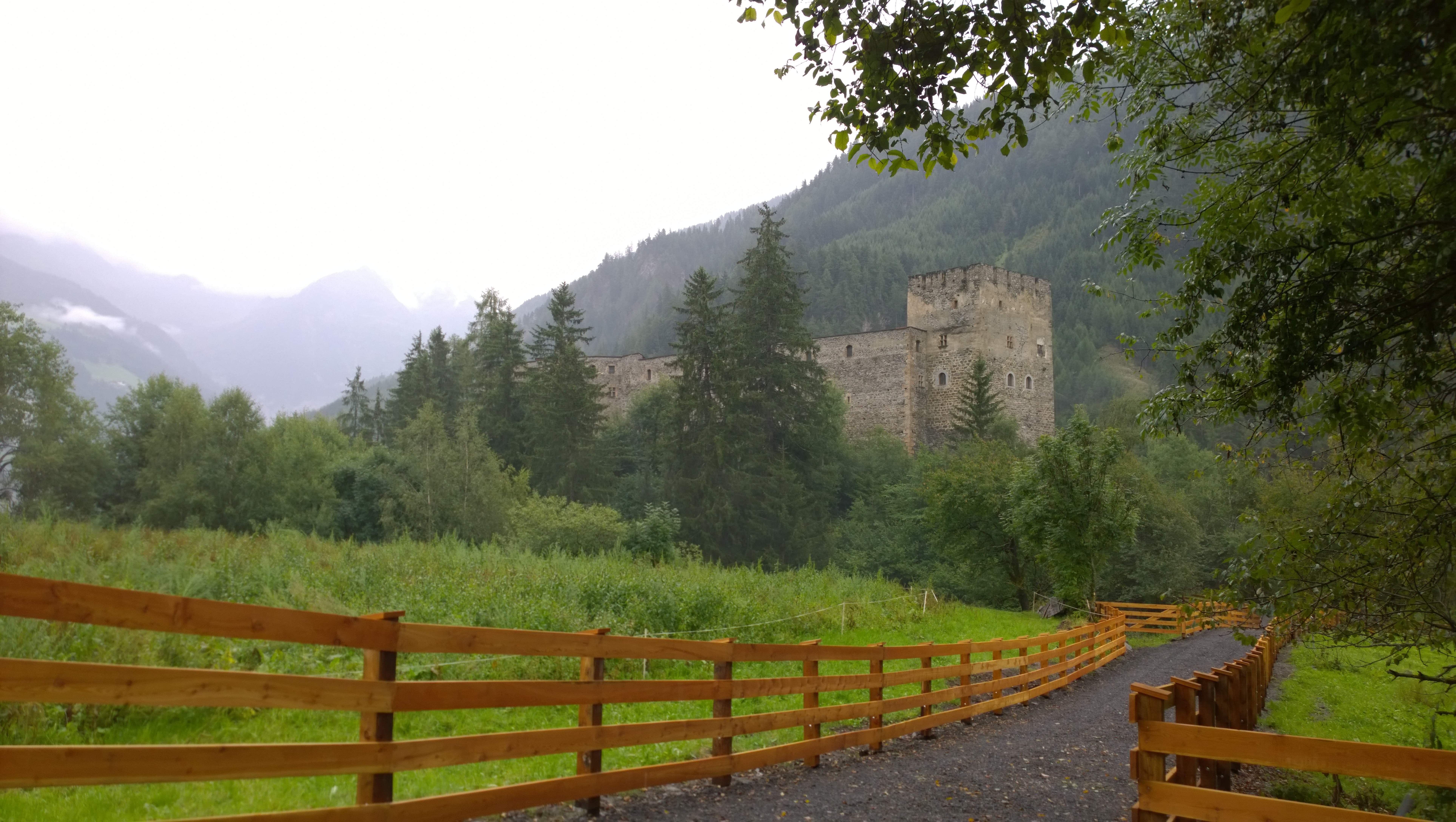
Zufahrt zur Burg mit Blick ins Kaunertal

## Baubeschreibung
Die sich von West nach Ost in einem leichten Bogen schmale, aber langgestreckte Burg weist zwei steinerne Gebäude an den beiden Enden auf; der wuchtige, quadratische, viergeschoßige, die Wehrmauern überragende und mit Zinnen bekrönte etwa 20 Meter hohe Bergfried als Abschluss im Westen in Richtung des einfachsten Zugangs. Der ehemals nur zweigeschoßige Turm ist eigentlich ein Wohnturm und wurde unter Maximilian und Wilhelm von Mülinen um jeweils ein Stockwerk erweitert.
Nach Süden ist die Wehrmauer mit einem doppelten und über dem Kaunertal ausgesetzten Fachwerkaufbau gekrönt. Die etwa 80 Meter lange und 9 Meter hohe Burgmauer im Norden ist als trutzige Schildmauer ausgeführt, hat heute aber eingearbeitete Fenster und einen ehemaligen Aborterker aufzuweisen. Unter diesem ein weiteres Burgtor über dem noch Reste von Fresken sichtbar sind. Das eisenbeschlagene Tor ist mit einem Mannloch ausgestattet. Hinter diesem Tor liegt ein kleiner Zwinger, der zu einem weiteren inneren Tor führt. Der Fachwerkaufbau der Nordmauer ist nur von den schmalen Innenhöfen sichtbar. Mittig ein einfaches Burgtor als Zugang. Die Burg kann im Rahmen von Führungen zwischen Juni und September besichtigt werden.
Die fast am Ostende der Anlage liegende spätgotische Burgkapelle ist durch den Kapellenhof vom eigentlichen Palas getrennt, der sich mittig der Burg an die Nordmauer anlehnt. Seine dicken Mauern im Ostteil lassen vermuten, dass sich hier der ursprüngliche Bergfried befand und beim Umbau im 15. Jahrhundert abgetragen und in den Palas integriert wurde.